# Diogenes
För andra betydelser, se Diogenes (olika betydelser).

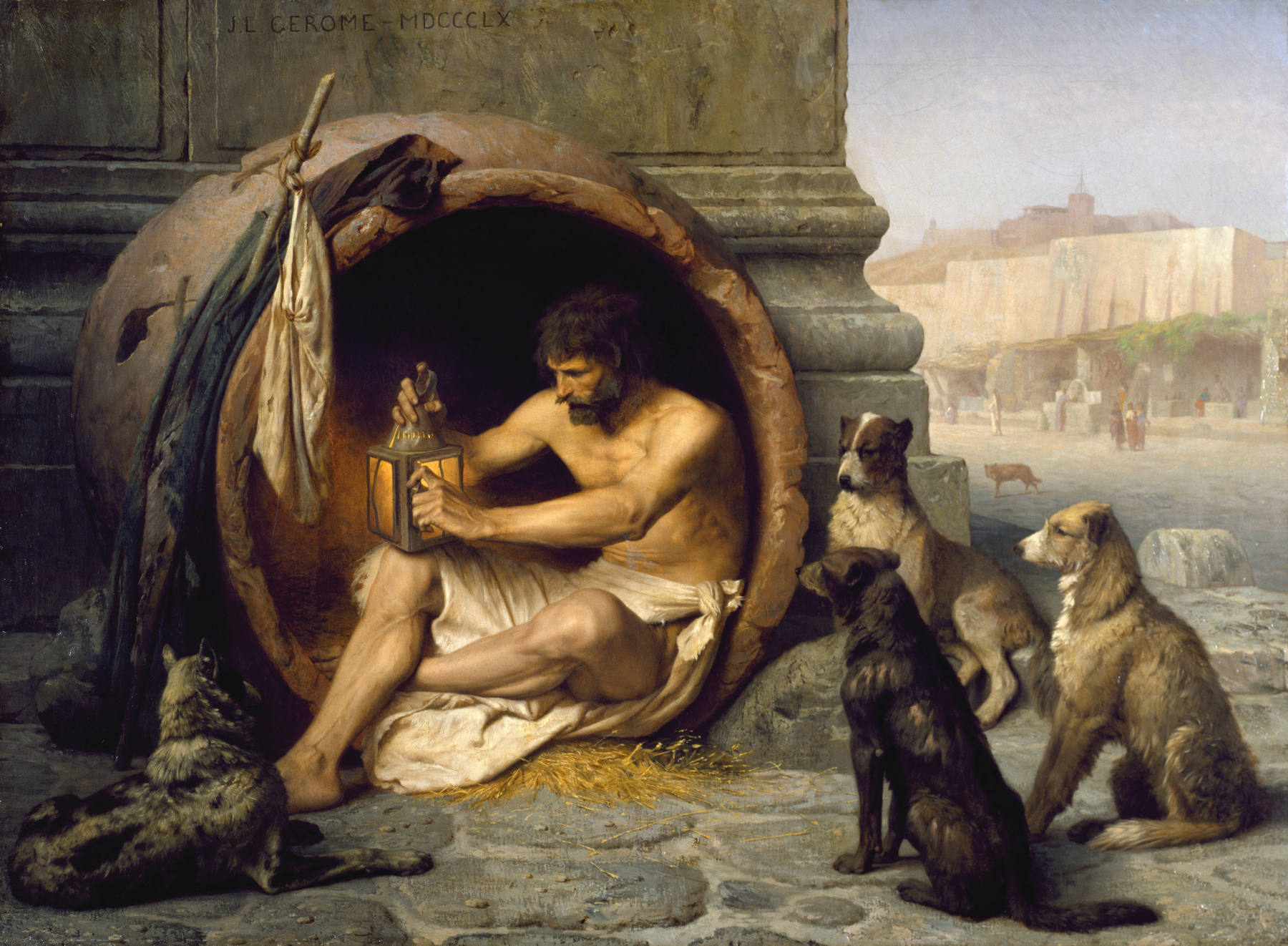
Diogenes sittande i sin tunna.
Målning av Jean-Léon Gérôme (1860).

Diogenes från Sinope (grekiska: Διογένης), född cirka 412 f.Kr. (enligt andra år 404) i Sinope, död 323 f.Kr. i Korinth, var en grekisk filosof. Han var den mest kände representanten för den kyniska skolan (se även cynism).
Diogenes var verksam i Aten och Korinth.

## Biografi
Enligt traditionen mötte Diogenes Antisthenes när han i landsflykt kom till Aten och tog intryck av dennes filosofi.
Enligt anekdotfloran bodde Diogenes på en strand i en tunna, tvättade sig aldrig, luktade illa, kallades "hunden" (grekiska: κύων) eller betecknade rentav sig själv som en hund för att framhäva sitt ideal. Känd är anekdoten om hur Alexander den store, som hört talas om den berömde filosofen, besökte honom och frågade om det fanns något han kunde göra för honom. Diogenes svarade då att Alexander kunde flytta på sig så att han inte skymde ljuset från solen. En annan berättelse om hans behovslösa leverne säger att han, då han sett ett barn dricka ur sin kupade hand, slängt iväg sin kopp som för honom då framstod som onödig.
Han påstås ofta ha bott i en tunna. Dock är detta mindre troligt då tunnan som fenomen kom först senare. Vid denna tid skedde lagring normalt med hjälp av krukor.
Historierna om den illaluktande filosofen i tunnan kommer dock i konflikt med andra antika uppgifter. Även hos Diogenes Laertios framträder en seriös tänkare, med en desillusionerad syn på världen – cynisk i denna bemärkelse – som menade att lyckan består i den inre frihet man uppnår genom att avsäga sig allt beroende av världen och genom att vara nöjd med enbart livets nödtorft. Han sade sig i ett berömt uttalande inte vara medborgare i någon stat utan vara en världsmedborgare. Han skall ha skrivit tragedier, alltså dramer, om människans utsatthet och en bok kallad Staten. Det är inte förvånansvärt att denna skall ha influerat Zenon, stoicismens grundare, eftersom liknande tankar finns här, om än i mindre extrem form.